# Pterocomma populeum
Pterocomma populeum är en insektsart som först beskrevs av Johann Heinrich Kaltenbach 1843.  Pterocomma populeum ingår i släktet Pterocomma och familjen långrörsbladlöss. Enligt den finländska rödlistan är arten nära hotad i Finland. Arten är reproducerande i Sverige. Artens livsmiljö är parker, gårdsplaner och trädgårdar. Inga underarter finns listade i Catalogue of Life.